# Maurice Guinard
Maurice Guinard (ur. 19 listopada 1902 w Paryżu, zm. 9 grudnia 1985) w Maisons-Laffitte, znany również jako Jean Baptiste Guinard – francuski zapaśnik walczący w stylu wolnym. Olimpijczyk z Paryża 1924, gdzie zajął dziewiąte miejsce w wadze piórkowej.

## Letnie Igrzyska Olimpijskie 1924
| Konkurencja      | Rundy eliminacyjne     | Klas. końcowa |
| Konkurencja      | 1/16                   | Miejsce       |
| ---------------- | ---------------------- | ------------- |
| 61 kg styl wolny | Eetu Huupponen (FIN) P | 9.            |